# Recensement de Grande Colombie de 1825
Le recensement de Grande Colombie de 1825 est un recensement de la population lancé en 1825 en Grande Colombie (ancienne république d'Amérique du Sud correspondant aux actuels pays de Colombie, Panama Équateur et Venezuela).

## Histoire
Le recensement est décidé par la loi du 11 mars 1825. Un mois plus tard est créée par décret la Oficina Central de Estadística. Le 4 octobre, un décret fixe la méthodologie.

## Résultats
Selon les résultats du recensement, la Grande Colombie comptent en 1825 un total de 2 379 888 habitants. La population des indigènes est estimée à 203 835 sur l'ensemble du territoire national tandis que les afro-colombiens (des esclaves pour la plupart) sont 103 832. 